# Alois Miesbach

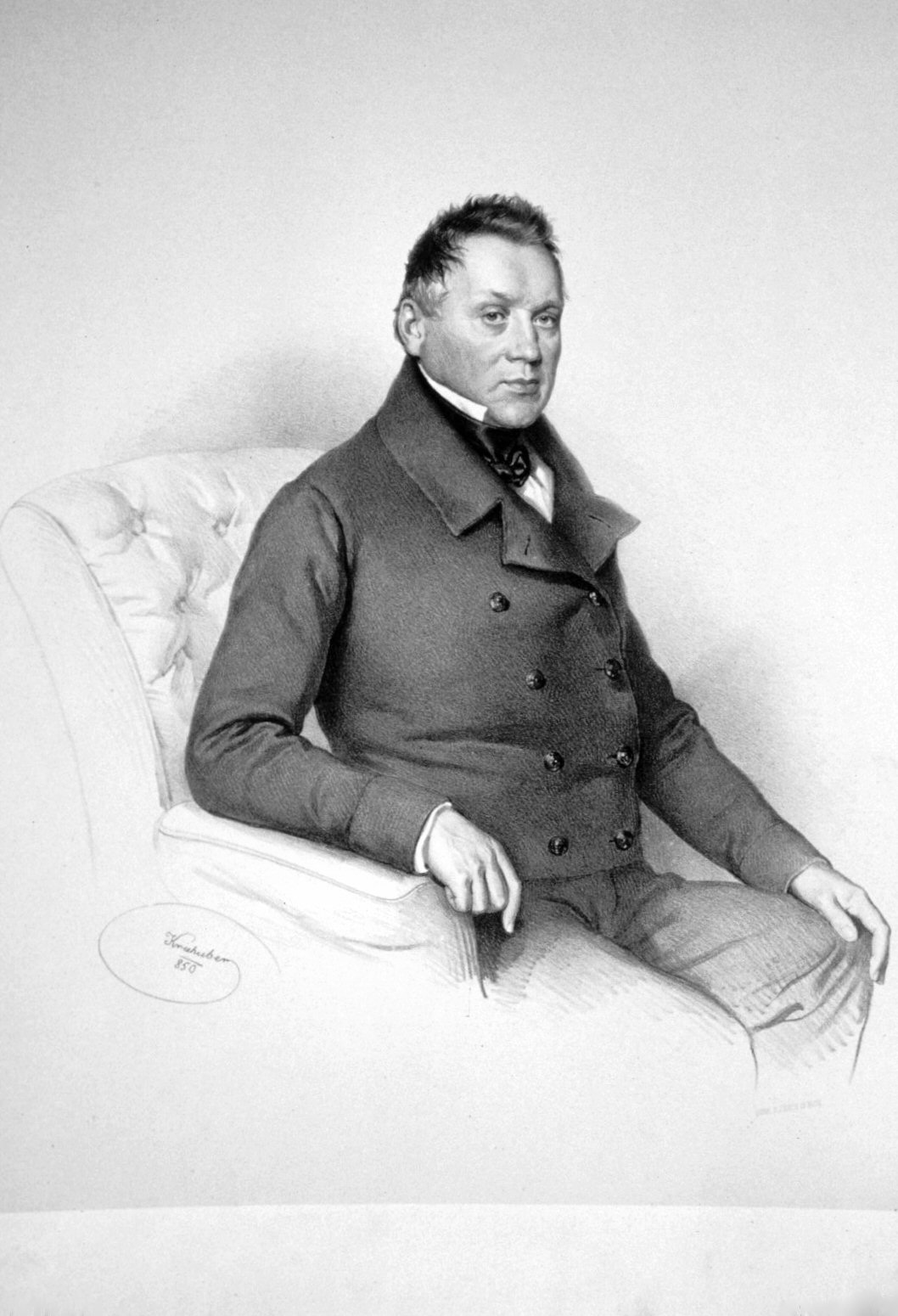
Alois Miesbach, Lithographie von Josef Kriehuber 1850

Alois Miesbach (* 1. Jänner 1791 in Röschitz, Mähren; † 3. Oktober 1857 in Baden bei Wien) war ein österreichischer Industrieller. Er baute einen Baustoffkonzern auf, der sich – von seinem Neffen Heinrich von Drasche-Wartinberg weitergeführt – zum heutigen Weltkonzern Wienerberger entwickelte.

## Leben
Alois Miesbach widmete sich zunächst dem Ingenieur- und Baufach, später der Landwirtschaft. 1819 erwarb er die Ziegelei und das landwirtschaftliche Gut Meidling am Rande von Wien. 1820 kam die 1775 von Kaiserin Maria Theresia gegründete erste staatliche Ziegelei („Fortifikationsziegelofen“) als Pachtobjekt dazu. Mit dem Erwerb der Herrschaft Inzersdorf am Wienerberg kam er überdies 1826 in den Besitz reicher Tonvorkommen, die sich als solide Grundlage für den weiteren Aufschwung des Baustoffunternehmens erwiesen. Dieser Aufschwung beruhte auf der Tatsache, dass es in der Umgebung der Stadt Wien einen Mangel an natürlichen Bausteinen gab und der mächtige Zuzug von Menschen aus allen Teilen des Kaiserreiches in die Haupt- und Residenzstadt zu einem Bauboom geführt hatte.

## Ziegelimperium

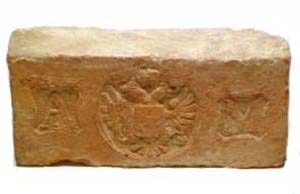
Ziegel mit den Initialen A und M (Alois Miesbach)

Der Rohstoff für Miesbachs Ziegel waren Ablagerungen eines Meeres aus dem Jungtertiär (vor ca. 15 Millionen Jahren), die am Wienerberg bereits in römischer Zeit zur Ziegelgewinnung genutzt wurden. 1855 verfügte Miesbach bereits über 9 große Ziegeleien mit 4700 Beschäftigten und 30 Kohlenbergwerke mit über 2300 Bergleuten. Er war damit der größte Ziegelhersteller des Kontinentes.
Miesbach war einer der ersten, der seine Ziegeleien auf Kohlefeuerung umstellte. In seinem Bestreben, die Kohle möglichst preisgünstig zu fördern und zu seinen Fabriken zu bringen, stieg er auch in das Bergbau- und Transportgeschäft ein. Dazu pachtete er Kohlengruben im Bereich Wiener Neustadt und bemühte sich auch um die Erschließung neuer Kohlenreviere. In Oberösterreich führte er ab 1842 erfolgreiche geologische Untersuchungen durch, die 1856 zur Gründung der „Wolfsegg-Traunthaler Kohlenwerks- und Eisenbahngesellschaft AG“ führte. An dieser Gesellschaft waren auch Graf Saint Julien und Baron Rothschild beteiligt. Sie nahm mit der Eröffnung der Westbahn (1859/1860) und dem Anschluss an das landesweite Transportnetz beträchtlichen Aufschwung. Im November 1846 pachtete er auch den Wiener Neustädter Kanal samt Kohlebergwerken bei Wiener Neustadt und Ödenburg. Dabei lieferten ihm die Kanalkähne nicht nur die Kohle in die Ziegelei, sondern transportierten auch die Produkte ab.
Miesbach tat sich auch durch Innovationen hervor. 1835 entwickelte er die erste Ziegelstreichmaschine. Durch ihre speziellen Ziegelprodukte (Dekorations- und Verkleidungsziegel) übten er und sein Neffe Drasche auch Einfluss auf die Wiener Architektur der Ringstraßenepoche aus.
Miesbach führte sein Unternehmen noch als Patriarch alten Stils. Er fühlte sich für seine Arbeiter verantwortlich und spendete einen Teil seiner Einnahmen für soziale Einrichtungen (Krankenhaus, Kinderbetreuungseinrichtungen) und Stiftungen. Seine Arbeiter rekrutierte er zumeist aus Böhmen und Mähren (Ziegelböhm). Die sozialen Missstände, die Victor Adler als Journalist aufzeigte und anprangerte, traten in den Ziegelwerken vorwiegend erst nach Miesbachs Tod auf. Zu diesem Zeitpunkt war das Unternehmen unter Heinrich von Drasche-Wartinberg an die Börse gegangen, und die Rendite war in den Vordergrund gerückt.

## Nachwirkung
Die Aloisgasse, 1858 nach Alois Miesbach benannt, und die Miesbachgasse erinnern im heutigen Wiener zweiten Bezirk Leopoldstadt an den Industriellen. Er kaufte in der damaligen Vorstadt Leopoldstadt Grundstücke auf und baute zahlreiche Zinshäuser. Im Haus Schreygasse 6 erinnert ein Salettl mit den Initialen A.M. an den Industriellen. Erweiterungsbauten an der Pfarrkirche Inzersdorf gehen ebenfalls auf die Initiative von Alois Miesbach zurück.